# 秋葉忠利
秋葉 忠利（あきば ただとし、1942年〈昭和17年〉11月3日 - ）は、日本の政治家、数学者。第33-35代広島市長（3期）、衆議院議員（3期）、社会民主党国会対策委員長（第2代）、同政策審議会長（第3代）を歴任。

## 略年譜
- 1942年（昭和17年）東京府東京市（現在の東京都）荒川区生まれ。
- 1955年（昭和30年）千葉大学教育学部附属小学校卒業。
- 1958年（昭和33年）千葉大学教育学部附属中学校卒業。
- 1961年（昭和36年）東京教育大学附属高等学校（現・筑波大学附属高等学校）卒業。
- 1966年（昭和41年）東京大学理学部数学科卒業。
- 1968年（昭和43年）東京大学大学院理学系研究科修士課程修了。マサチューセッツ工科大学のジョン・ウィラード・ミルナー の下で研究を続ける。
- 1970年（昭和45年）マサチューセッツ工科大学でPh.D.を取得、ニューヨーク州立大学講師。
- 1972年 - 1976年 タフツ大学数学科助教授
- 1972年 - 1976年 タフツ大学数学科准教授（1976年 - 1988年）
- 1986年 - 1988年 広島修道大学人文学部客員教授
- 1988年 - 1997年 人文学部教授。専門領域はトポロジー論、特にホモトピー論であった。後にCNNデイウォッチのキャスターも務めた。
- 1990年 - 1999年 衆議院議員（3期）
- 1999年 - 2011年 広島市長（3期）
- 2011年 - 2013年 広島大学特任教授[2]
- 2017年 - 第48回衆議院議員総選挙では比例中国ブロックから立憲民主党公認で立候補[3]。比例4位で立候補も落選。
- 2020年9月 - 立憲民主党を離党したことを党側が公表し、比例名簿からも削除された[4]。
- 2022年5月25日 - 社会民主党が同年7月執行予定の第26回参議院議員通常選挙に、秋葉を比例区から擁立することを決定した[5][6]。7月10日の投開票の結果、落選。

## 衆議院議員時代
日本社会党（後に社会民主党）に所属し、1990年（平成2年）の第39回衆議院議員総選挙に大原亨の後継者として出馬し、初当選。以後当選3回。1期目の当選後、筒井信隆らと共に「ニューウェーブの会」を設立し、対案を出す党に社会党を生まれ変わらせることを目指した。
- 1991年（平成3年）- 衆議院逓信委員会において、NHKの湾岸戦争の報道姿勢が「賛成よりに偏向しており、非常に強いアメリカのプロパガンダになった」と批判的に取り上げた[7]。
- 1993年（平成5年）- 社会党シャドーキャビネット科学技術委員長に就任。
- 1994年（平成6年）- 細川内閣が成立をめざした政治改革四法案にも党議拘束に反して反対票を投じ、党規違反で3ヶ月間の党活動禁止処分を受ける。
- 1996年（平成8年）- 日本社会党史上最後の委員長選挙に村山富市委員長の再選を阻止すべく出馬するも、村山に惨敗。
- 1996年9月の旧民主党結党時に多くの議員が社民党を離党した際も残った。秋葉には安全保障政策の相違で入党の誘いが来なかった。
- 1996年10月第41回衆議院議員総選挙は小選挙区で落選し、比例復活で3選。
- 社民党時代には党企画調査局長を経て、1998年（平成10年）1月25日、政策審議会長を務めた[8]。
- 衆議院議員時代に、開運!なんでも鑑定団の国会議員のお宝鑑定（出張!なんでも鑑定団のコーナー）で、広島藩主の書を出品した。

### 政策
- 選択的夫婦別姓制度導入に賛同[9]。

## 広島市長時代

### 市長選
1999年（平成11年）に衆議院議員を辞職し、広島市長選挙に立候補。市民の党の応援を受け、自民党が推薦する元厚生官僚（広島市助役）の大田晋や広島市議会議長経験者など新人5人と激戦の末、初当選する。1999年（平成11年）2月に市長就任、2003年（平成15年）は、再び自民推薦・公明支持の大田晋と古葉竹識の2候補らを破り再選された。2007年（平成19年）は自民推薦・公明支持の柏村武昭前参議院議員、多くの広島市議の支持を受けた大原邦夫元広島市議の2候補らを大差で破り3選を果たした。
いずれの選挙も秋葉は最後に立候補を表明したが、抜群の知名度によって再選を果たした。たとえば2度目は元広島東洋カープ監督だった古葉が立候補したが、大差で古葉を下している。また3度目は広島県選出の中川秀直元自民党幹事長が、参議院議員の柏村武昭を任期切れの直前に辞職させて擁立したのに対し、自民党系広島市議の大半が党中央に反逆し大原を応援するという自民党分裂選挙となった。柏村は秋葉、大原に次ぐ3位だった。

### 平和活動
平和市長世界会議の議長として役目を果たすなど、活発な平和活動を展開している。2003年（平成15年）6月、金正日国防委員長に8.6平和記念式典の招待状を郵送した事が話題になった。2007年（平成19年）4月に広島平和文化センターの理事長に米国人スティーブン・リーパーを起用し、展示内容の見直しを指示、展示内容を見直す検討委員会に、中国人・韓国人らアジア出身の委員を起用し、「原爆投下を『日本の植民地支配から解放した』と肯定する考えが根強いアジアの声に触れながら議論を深め、多民族が共感、納得できる施設」（中国新聞）への変更を推進している。また2009年（平成21年）8月6日の演説で核のない世界の実現を呼びかけたバラク・オバマ大統領を賞賛し「核廃絶を求める多数派の人々」という意味で「オバマジョリティ(Obamajority)」なる造語（オバマとマジョリティのかばん語）を提唱した。この用語に基づき広島市はオバマジョリティ・キャンペーンを推進、その公式PRソングの一つとして「オバマジョリティ音頭」（作詞・作曲：広島県郷土民謡・踊協会）を採用した。

#### 平和宣言
2007年（平成19年）の平和宣言では「米国の時代遅れで誤った政策にははっきり「ノー」と言うべき」と述べ、2008年（平成20年）の平和宣言では「人類の生存を最優先する（反核である）多数派の声に耳を傾ける米国新大統領が誕生することを期待」と当時のアメリカ大統領選挙に関連して、政治的に踏み込んだ発言をしたことが話題となった。2009年（平成21年）の8月6日の平和宣言では秋葉は北朝鮮の核に言及した。

### 広島市暴走族追放条例
就任直後、1999年胡子講暴挙事件など、広島市中心部で特攻服を着用した暴走族が集会を開いて、市民らに迷惑をかける事件が多発するなど社会問題化した。また暴走族が暴力団の下部組織化していた実態があったこともあり、秋葉市長は「すべての市民や広島を訪ねる人が安心して過せる街にするため、一歩踏み込んだ取り組みを」として、広島県の条例よりも厳しく市の中心部で暴走族の集会と特攻服の着用を禁止する広島市暴走族追放条例を制定した。
この条例は、日本国憲法が保障する「集会の自由」を制限する危険性があると指摘もあり、実際にこの条例違反で起訴された者が、最高裁まで争う広島市暴走族追放条例事件が発生している。結局、条例は合憲とする判決が言い渡されている。

### オリンピック構想
2009年に世界市長会議などが核兵器全廃の目標としている2020年に夏季オリンピックを開催する構想を公表した。当初は同じ被爆地の長崎市との共催による「広島・長崎オリンピック構想」であったが、オリンピック規約で難しいとされると、広島市を主会場とするヒロシマ・オリンピック構想に移行した。
この構想に対して広島では1994年にアジア大会を開催した実績があるものの、財政難にあえぐ広島市の財政でははたして可能なのか、他にもやらなければならない事業が山積しているとの指摘もあり賛否が分かれている。そもそも五輪に反核運動を結びつけることに対し、無意味であるとの批判が被爆者団体から出されている。
しかし秋葉が市長を退任後、新市長・松井一實が五輪招致に消極的だったことなどもあり、広島での五輪誘致は撤回にかじを取ることになっていく。

### 暴行被害
2010年9月1日で閉鎖された広島市民球場（閉鎖時の名称は旧広島市民球場）のお別れイベントが2010年10月24日に広島東洋カープの選手や市民が参加して行われたが、終球式で投球した直後の秋葉市長に対し、市内在住の男が三塁側から大声をあげて駆け出してきて硬式ボールを投げつけ、秋葉市長の右太ももを直撃し2週間の怪我を負わせた。犯行動機は「旧市民球場解体の方針に腹が立っていた」というものであったが、男は警備員に取り押さえられ傷害で逮捕された。

### 引退表明
2011年1月、広島市幹部への年頭の挨拶で、4選不出馬の意向を表明した。秋葉は退任に関する記者会見や取材の要請を拒否（生出演、生放送のみ応じた）し、今後も応じない方針を示したが、動画投稿サイト「YouTube」に「秋葉忠利広島市長不出馬会見」と題した映像をアップロードした。
それによると、退任の理由として「次の人に受け取ってもらうべき時になった」として後進に道を譲るとしたうえで、オリンピックについては「新市長が招致を決定すればいつでも手が挙げられる状態をつくっておきたい」としつつ、「24年、28年あるいはそれより先かも知れませんが、実現すれば、21世紀最大の出来事の一つになると信じています」と、2024年以降の開催になることを容認している。また実績としてMAZDA Zoom-Zoom スタジアム広島の開場などを挙げた。
この引退表明に対し、県内では驚きをもって受け止められた。湯崎英彦広島県知事は「平和関連の活動を通じ、広島市の対外的な地位を上げてきたと思う。功績に大きな敬意を表したい」と語った。秋葉市政継続阻止のため対立候補擁立を模索していた自由民主党広島県連幹事長は「個人的な意見ながら、独自候補の擁立にこだわる必要はなくなったと思う」と、戸惑うなど波紋が広がった。一方で、オリンピック構想や広島西飛行場市営化問題など課題を置き去りにしての引退表明に対しての批判も出ている。

### 引退後
2011年4月7日に任期満了に伴い退任した。その直後の4月11日から広島大学特任教授に就任、2011年度下半期から平和学。4月10日の統一地方選挙において実施された広島市長選挙で松井一實が当選し就任するまでは、副市長の三宅吉彦が市長職務代理者を務めた。
当選した松井は市長就任初会見で、五輪招致計画の白紙撤回、旧市民球場跡地利用の再検討、オバマジョリティ・キャンペーン撤廃および折り鶴長期保存の再考、広島県庁および広島市議会との関係改善などを発言、そのほか広島西飛行場市営化を断念するなど、いくつか秋葉市政からの脱却を図っている。それに対し秋葉は松井から広島市政功労表彰を受け取った際、松井の「（秋葉市政からの）変革は公約だった。良いところはいただきながら、問題点は修正したい」との発言に対し、「変革のない時代はありえない。市民目線が基盤にあることが大事だ」と応じた。
2012年11月27日、ドイツ国連協会より「オットー・ハーン平和メダル」の授賞が発表された。核分裂を発見したノーベル賞科学者ハーンの名を冠し平和や国際協調に貢献した人物に贈られるもので、過去の受賞者には、モハメド・アリや、ミハイル・ゴルバチョフ元ソ連大統領、ベルリン国立歌劇場音楽監督で中東和平活動で知られるダニエル・バレンボイムらがいる。

## 著作
- 『真珠と桜 : 「ヒロシマ」から見たアメリカの心』朝日新聞社、1986年7月20日。
- 『人間の心ヒロシマの心』三友社出版、1988年12月23日。
- 『夜明けを待つ政治の季節に : 秋葉忠利の複眼日本分析』三省堂、1993年7月10日。
- 『アメリカ人とのつきあい方』 1989年
- 『報復ではなく和解を―いま、ヒロシマから世界へ』 2004年
- 『元気です、広島―市民が創る豊かな未来』 2006年
- 『ヒロシマ市長―<国家>から<都市>の時代へ』 2012年
- 『新版　報復ではなく和解を―ヒロシマから世界へ』 2015年
- 『数学書として憲法を読む』 2018年
- ジョセフ・ワイゼンバウム『コンピュータ・パワー : 人工知能と人間の理性』サイマル出版会、1979年。（翻訳）

他

## 栄誉
- 2010年 マグサイサイ賞
- 2012年 オットー・ハーン平和メダル（Otto Hahn Peace Medal）